# Polydactylus luparensis
Polydactylus luparensis är en fiskart som beskrevs av Lim, Motomura och Gambang 2010. Polydactylus luparensis ingår i släktet Polydactylus och familjen Polynemidae. Inga underarter finns listade i Catalogue of Life.